# کریستینا کراوفورد (کشتی‌گیر)
کریستینا کراوفورد (انگلیسی: Christina Crawford؛ زادهٔ ۱۷ اکتبر ۱۹۸۸) یک کشتی‌گیر کشتی حرفه‌ای اهل ایالات متحده آمریکا است.